# Nicotine (gruppo musicale)
I Nicotine (spesso resi graficamente come NICOTINE) sono un gruppo musicale giapponese formatosi a Chiba nel 1993. La band è bilingue e canta sia in giapponese che in inglese. Il gruppo gestisce anche l'etichetta discografica Sky Records, fondata nel 1998, sotto la quale talvolta pubblica i suoi dischi. Nel 2001 e nel 2002 hanno partecipato al Vans Warped Tour.

## Stile
Inizialmente partito come gruppo indie rock/alternative rock, lo stile è passato - in seguito a un tour negli Stati Uniti nel 1994 - in direzione punk e pop punk, in una maniera che mescola aggressività e melodia; inoltre attingono ad elementi dello ska. Prendono ispirazione dai NOFX.

## Formazione

### Formazione attuale
- Howie – voce, chitarra (1993-presente)
- Full – basso (1993-presente)
- Beak – batteria (2011-presente)
- Voll – chitarra (2017-presente)

### Ex componenti
- Yasu – chitarra (1993-2006)
- Naoki – batteria (1993-2008)
- Okky – batteria (2008)
- U – batteria (2008-2010)
- Shunp – chitarra (2007-2017)

## Discografia

### Album in studio
- 1997 – Hola Amigo! (Sky Records)
- 1999 – Carnival (Sky Records)
- 2000 – Desperado (Kitty MME)
- 2000 – Pleeeeeeez! Who Are You? (Sky Records/Tomato Head Records)
- 2003 – School of Liberty (Sky Records/Asian Man Records)
- 2005 – Session (Asian Man Records)
- 2006 – Pandora (Pioneer)
- 2007 – Liberation (Asian Man Records)
- 2007 – Achromatic Ambitious (Universal Music)
- 2008 – Soundquake (Universal Music)
- 2009 – In Punk We Trust (Asian Man Records/Sky Records)
- 2012 – God of Rock (Sky Records)

### Raccolte
- 2001 – Addictive Shot (Kitty MME)
- 2002 – Samurai Shot (Sky Records/Asian Man Records)
- 2006 – Sound From The Schizoid Core (Sky Records)
- 2010 – Addictive Shot - 2nd (Universal)
- 2010 – 2010 Members Best Selection (Sky Records)

### Album di cover
- 2002 – Movie Addiction (split con i New Found Glory) (Sky Records)
- 2004 – Discovered (Sky Records)
- 2005 – Hey Dude! We Love The Beatles!!! (Sky Records)
- 2006 – Metal Addiction (split con i Sun Eats Hours) (Sky Records/Rude Records)
- 2008 – Cover Of It All - Japanese Best Shits (Sky Records)
- 2009 – God Save The Carpenters (Sky Records)

### Mini-LP
- 1996 – Royal Mellow Day (Sky Records)
- 1998 – ...Will Kill You!!! (Sky Records)
- 2003 – Punk Rock Xmas (Sky Records/Warner Music Japan)
- 2019 – After Long Vacation (Spy Records)
- 2022 – Unstoppable (Spy Records)

### EP
- 2001 – Fitness Dayz (Sky Records)
- 2001 – 300 Perfect Game (Kitty MME)
- 2002 – Get The Liberty (A.K.A. Records)
- 2003 – Take Me out to the Ball Game 2003 (WEA Japan/Sky Records)
- 2005 – Don't Escape from Realities (Pioneer/Geneon)
- 2006 – Drunk In Public (Geneon)
- 2010 – Limited One (Sky Records)

### Promo
- 2007 – Probably The Best (Geneon)

### Singoli
- 1998 – Nicotine/Analers (split con gli Analers) (Tiger Hole)
- 2000 – Jimmy Is My Punk Ass Brother (Kitty MME)
- 2000 – Black Flys / Resistance (Eldorado)
- 2001 – Bio Blood Society (Kitty MME)
- 2003 – Remember (WEA Japan/Sky Records)
- 2004 – Prejudice (Sky Records/Warner Music Japan)
- 2004 – 太陽の樹の下で ~The Tree Of The Sun~ (Sky Records/Warner Music Japan)
- 2004 – Yes It's You! (Universal Distribution)
- 2005 – Double A Funk (Universal Distribution)

## Videografia

### Album video
- 2000 – Ride On! Nicotine U.S.Tour Video (Mercury)
- 2004 – Break Into You - School Of Liberty Tour Live At Shibuya-Ax March 29,2003
- 2005 – 10th Anniversary Tour Live At Shibuya O-East, March 21st, 2004 (Sky Records)
- 2005 – 20050410 Session Tour Final (Sky Records)
- 2006 – Live: Pandora Tour Final 060427 (Geneon)
- 2007 – Kick Into Action - Probably The Best Tour Feat.At Chelsea Hotel Mar 12th,2007 (Sky Records/Punk or Die)